# Gastronomia de Padang

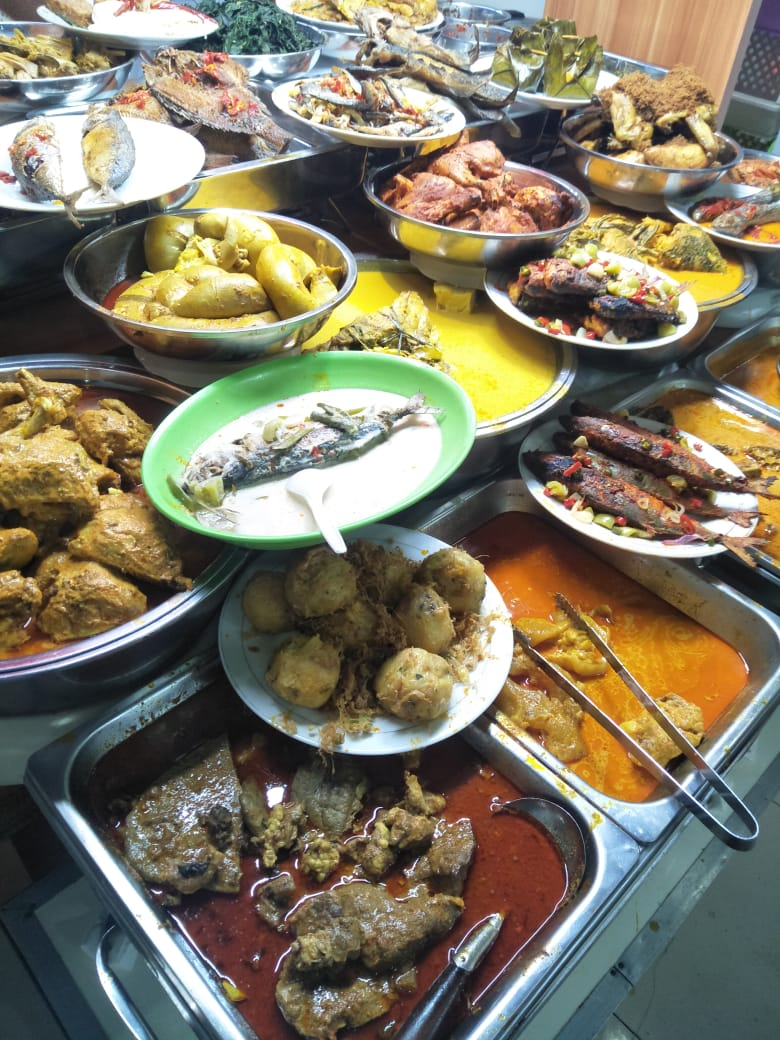
Cuina tradicional Padang

La gastronomia de Padang o gastronomia minang és la cuina del poble minangkabau de Sumatra Occidental, a Indonèsia. Es troba entre les cuines més populars del sud-est asiàtic. Es coneix a Indonèsia com Masakan Padang amb motiu de Padang, la capital de la província de Sumatra Occidental. Se serveix en restaurants propietat principalment de perantauan («migrants») minangkabau i és omnipresent a les ciutats d'Indonèsia i popular a les veïnes Malàisia i Singapur.

La gastronomia de Padang és famosa per l'ús de la llet de coco i el xili picant. La cuina Padang consta de tres elements principals: gulai (curri), lado (bitxo) i bareh (arròs). Entre les tradicions culinàries de la cuina indonèsia, la cuina dels minangkabau i la majoria de la cuina de Sumatra denoten influències de l'Índia i l'Orient Mitjà, amb plats cuinats amb salsa de curri, llet de coco i l'ús intens de mescles d'espècies.

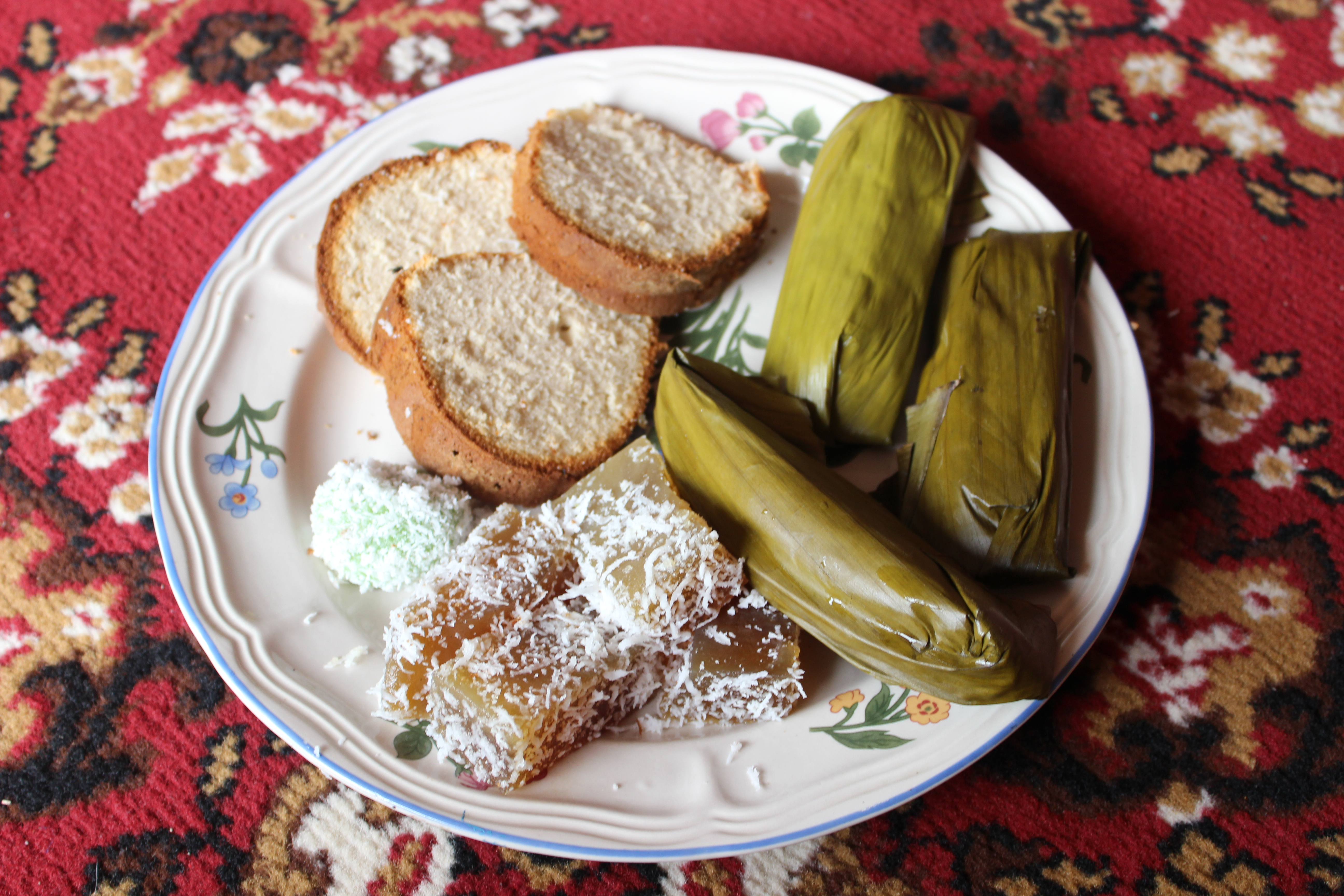
Un plat d'aperitius minang que se serveix en casaments o reunions familiars

Com que la majoria de la gent de minangkabau és musulmana, la cuina minang segueix la llei dietètica halal. La major part de la seva proteïna s'obté de la vedella, pollastre, búfal d'aigua, cabra, xai, ovella, aus i peixos. La gent minangkabau és coneguda per la seva afició als menuts i gairebé totes les parts de l'animal s'utilitzen en els seus plats. El marisc és populara a les ciutats costaneres de Sumatra Occidental i sovint es fa a la brasa, amb salsa de xili picant o salsa de curri. El peix, les gambes i la sípia es cuinen de la mateixa manera. La majoria dels aliments es mengen amb arròs calent al vapor o arròs comprimit com el katupek. Les verdures, com la fulla de mandioca, sovint es bullen o es couen a foc lent en forma de guarnicions, com el gulai, el fruit de l'arbre del pa o la col.

## Restaurants Padang
Als establiments d'alimentació Padang és habitual menjar amb les mans. Normalment proporcionen kobokan, un bol d'aigua de l'aixeta amb una rodanxa de llima tropical per a donar-li una olor fresca. Aquesta aigua serveix per rentar-se les mans abans i després de dinar. 

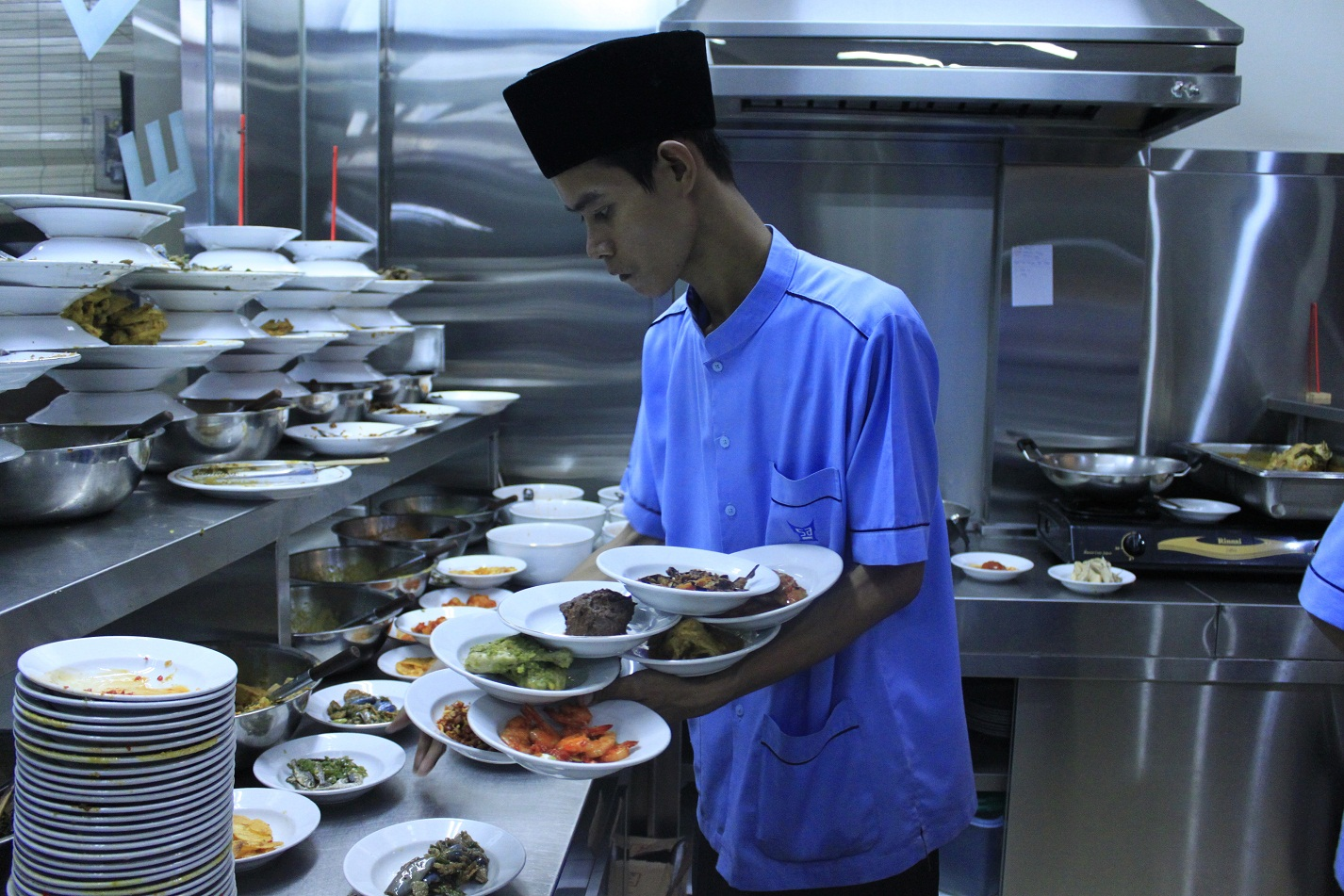
Els cambrers dels restaurants Padang destaquen per la seva habilitat per portar diversos plats alhora quan serveixen l'estil hidang

El menjar es cuina normalment un cop al dia. Quan es menja nasi Padang («arròs Padang») als restaurants, els clients trien entre diversos plats que s'exposen apilats a les finestres. En un restaurant Padang d'estil hidang, un cop els clients estan asseguts no cal que demanin sinó que el cambrer disposa a la taula desenes de plats petits amb menges diverses. Els clients només prenen el que volen i paguen pel que mengen. El plat Padang més conegut és el rendang, un guisat de carn picant. El soto padang, carn de vedella cruixent en sopa picant, es menja habitualment per esmorzar, mentre que el satai de vedella amb salsa de curri servida amb katupek es serveix al vespre.

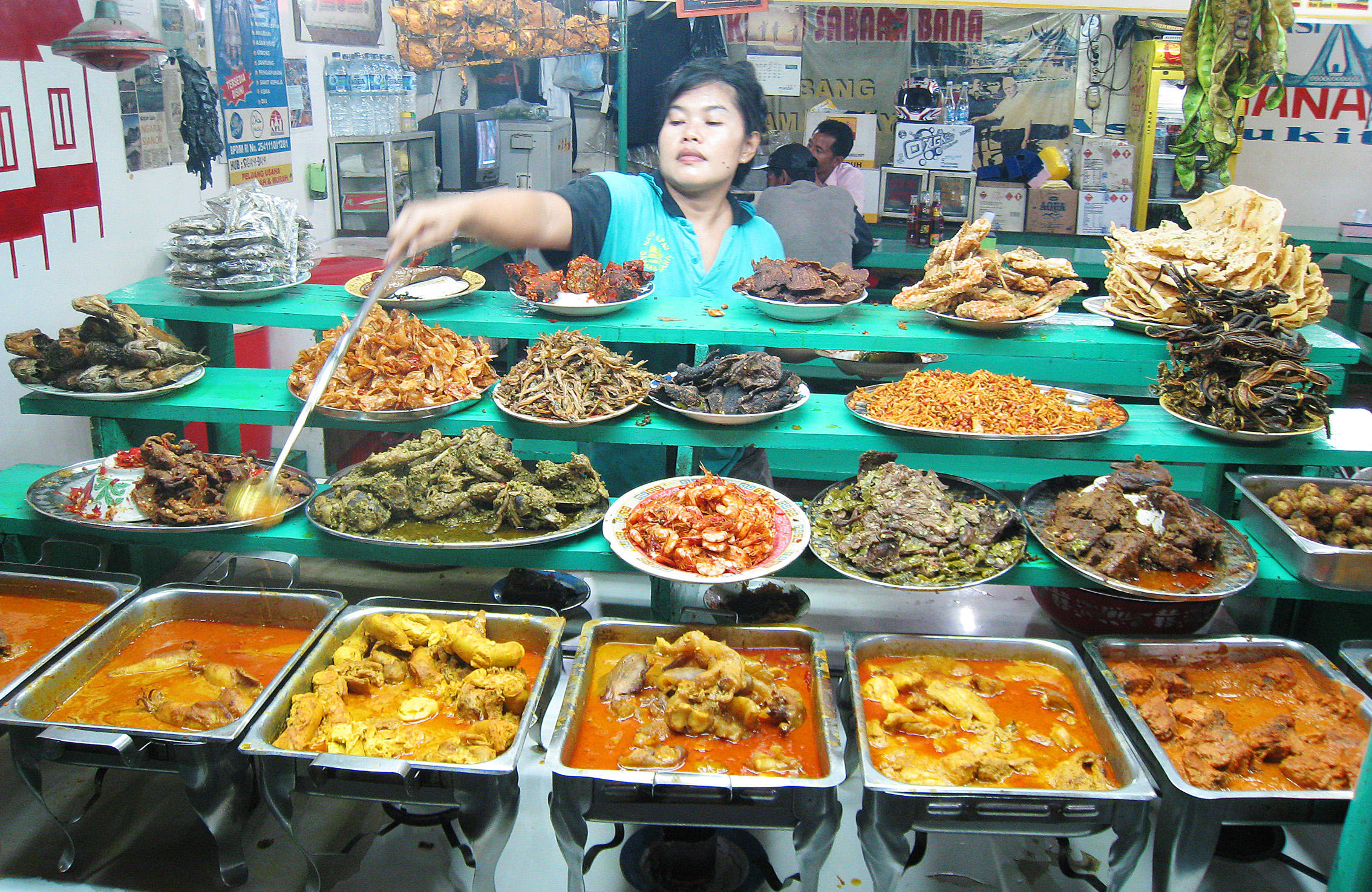
Una varietat de plats nasi kapau, cuina minang a Bukittinggi.

L'estil de servir és diferent a les parades de menjar nasi kapau en què un pic el client està assegut, demana plats específics, que es posen directament sobre l'arròs al vapor o en petits plats separats. Hi ha molts establiments de restauració Padang a Indonèsia i als països veïns. Només a Jakarta n'hi ha almenys 20.000, entre ells diverses cadenes de restaurants.

## Galeria

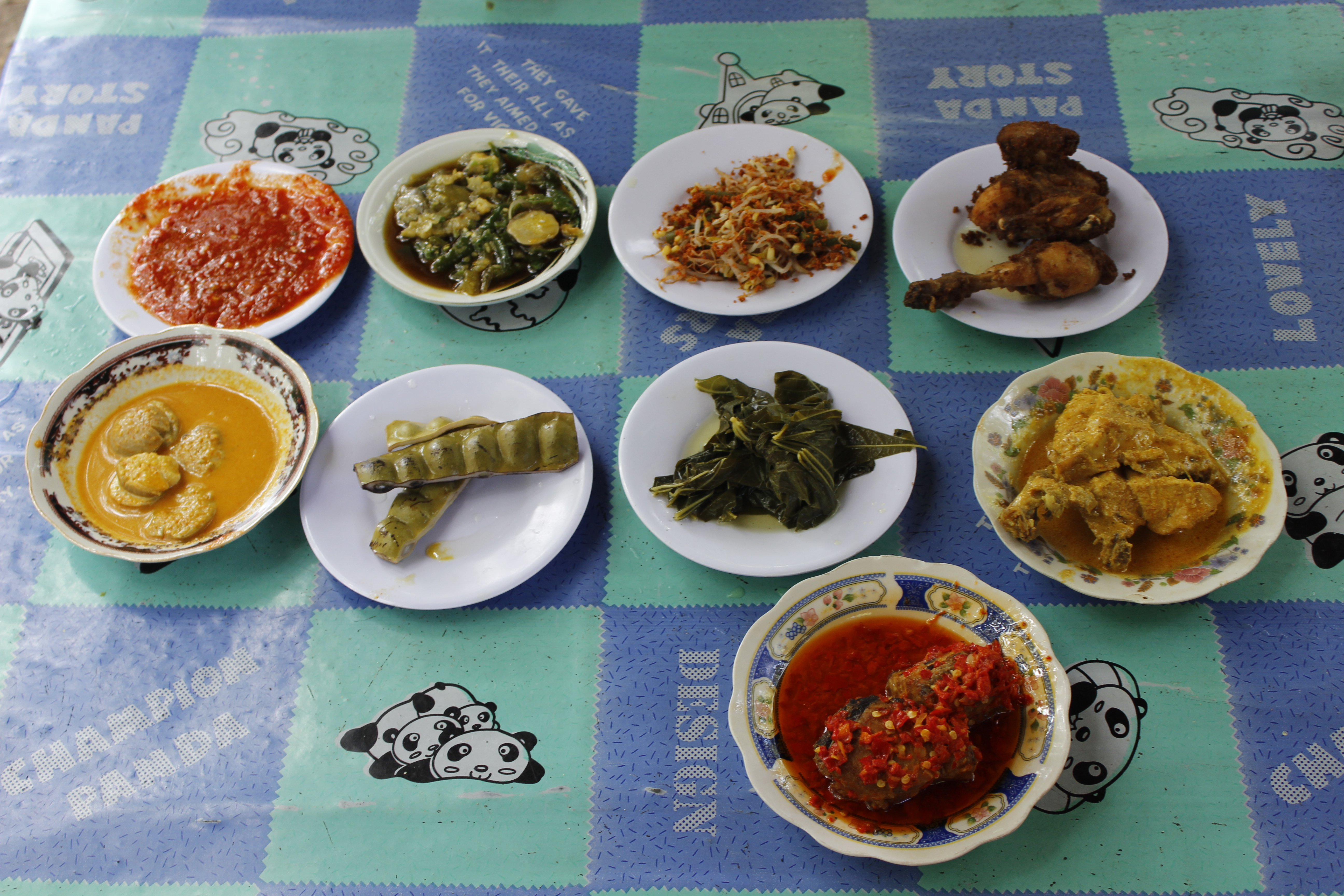
Cuina Padang servida en una parada a Gandoriah Beach, a Pariaman. Els plats de les zones costaneres de l'oest de Sumatra són majoritàriament productes del mar.
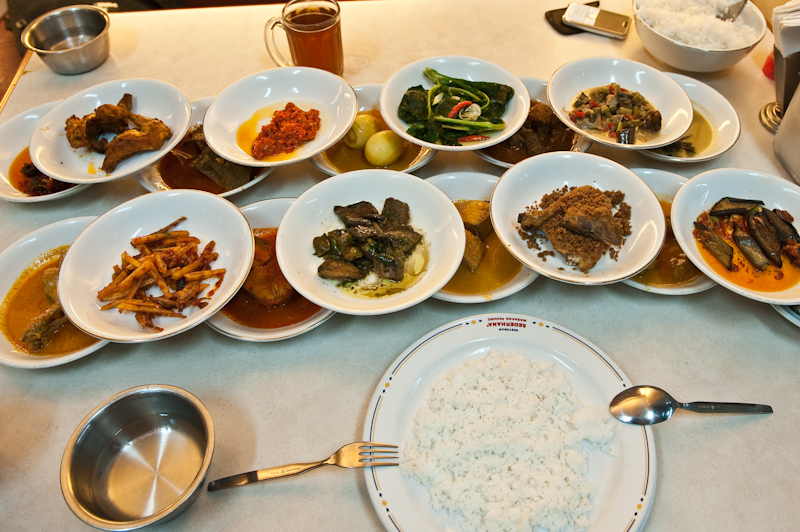
En l'estil hidang tots els bols de menjar es disposen davant del client.
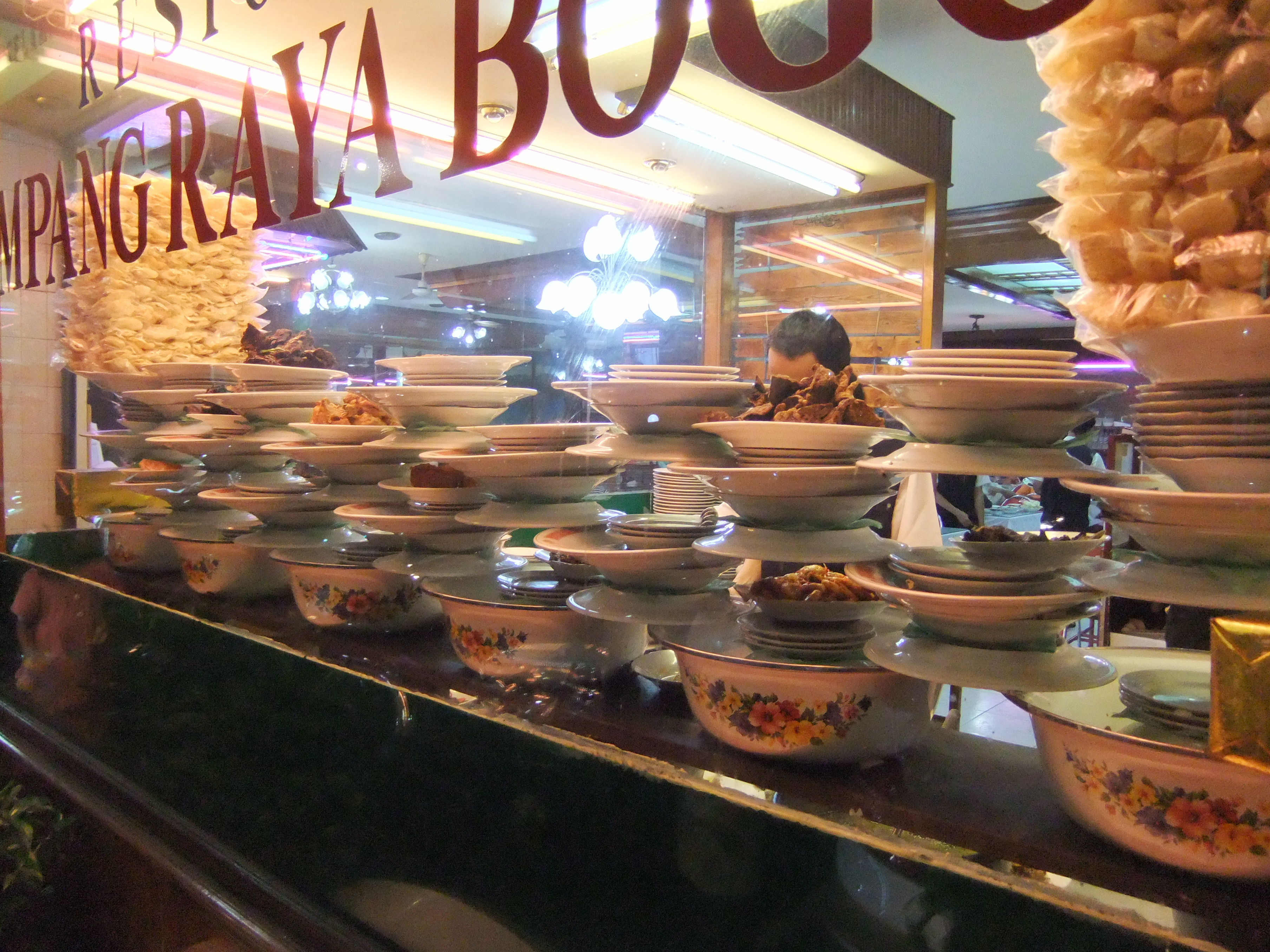
Plats Padang disposats a l'aparador d'un restaurant